# Big Wet Breasts
Big Wet Breasts ist eine US-amerikanische Pornofilmreihe des Produktionsstudios Jules Jordan Video.

## Hintergrund
Die Pornofilmreihe gehört zum sogenannten Gonzo-Genre, das heißt, die Reihe hat keine feste Handlung und besteht aus einer Aneinanderreihung aus Sexszenen. Die Szenen haben Darstellerinnen mit großen Brüsten zum Gegenstand.
Bisher wurden drei Teile der Serie als DVD veröffentlicht.

## Darsteller
- Big Wet Breasts 1 (2013): Alexis Ford, Nikita Von James, Alison Tyler, Summer Brielle, Valentina Nappi, Manuel Ferrara, Mick Blue, Ramon Nomar
- Big Wet Breasts 2 (2015): August Ames, Katrina Jade, Cassidy Banks, Ashley Adams, Chris Strokes, Erik Everhard, James Deen, Manuel Ferrara
- Big Wet Breasts 3 (2016): Anissa Kate, Alexis Adams, Karlee Grey, Alix Lynx, Manuel Ferrara, Ramon Nomar, Steve Holmes, James Deen

## Auszeichnungen und Nominierungen
Nominierungen
- 2015: AVN Awards – Best Big Bust Release (Vol. 1)

Auszeichnungen
- 2017: AVN Awards – Best Big Bust Movie (Big Wet Breasts 3)[2]